# お笑いG7サミット
『お笑いG7サミット』（おわらいジーセブンサミット）とは、日本テレビ系列で2020年7月5日から9月27日まで毎週日曜12:45 - 13:15に放送されたバラエティ番組。レギュラー版に先駆け2020年3月30日にパイロット版が、その後2回のスペシャル版が放送された。

## 概要
パイロット版では、お笑い第7世代芸人たちが「新しい時代に新しい笑いを!」をコンセプトに自ら企画し収録したコーナーVTRを持ち寄りプレゼンするという設定であった。
レギュラー版でもこのコンセプトを引き継ぎつつ始まったが、回が進むにつれて芸人自らの企画と銘打たないコーナーが増え、銘打ってあってもVTRのなかで番組スタッフからの発案企画であることを明示する演出も増えた。
9月6日のTver限定収録後のガチ反省会でよしこが前番組の第7キングダムと戦う企画を発案し、レギュラー最終回の「G7メンバー全員でオリジナル動画を撮影してみた!」コーナー内にて野球の試合の相手として番組名のみ登場した。

## 出演者

### MC
- 霜降り明星（せいや・粗品）

#### レギュラー

##### パイロット版
- ガンバレルーヤ（よしこ・まひる）
- 四千頭身（都築拓紀・後藤拓実・石橋遼大）
- かが屋（加賀翔・賀屋壮也）
- エイトブリッジ（別府ともひこ・篠栗たかし）

##### レギュラー版
- ガンバレルーヤ（よしこ・まひる）
- 四千頭身（都築拓紀・後藤拓実・石橋遼大）
- ぺこぱ（シュウペイ・松陰寺太勇）
- ぼる塾（きりやはるか・あんり・田辺智加）
- はなしょー（杵渕はな・山田しょうこ）
- 空気階段（鈴木もぐら・水川かたまり）
- ティモンディ（前田裕太・高岸宏行）

##### ナレーター
- 杵渕はな

## 放送リスト
- MCは霜降り明星が行っているが、第7回～第9回（8月16日～9月6日）はコンビでお休みしたため（せいやは体調不良、粗品は念のため）、第7回は後藤（四千頭身）とよしこ（ガンバレルーヤ）、第8回はシュウペイ（ぺこぱ）と石橋（四千頭身）、第9回は松陰寺（ぺこぱ）と田辺（ぼる塾）がそれぞれ臨時MCを務めた。
- 8月23日は、『24時間テレビ43』が放送される為、休止となった。

| 回           | 放送日        | コーナー                                                                    | 出演者                                                                                                 | ゲスト                 |
| ------------ | ------------- | --------------------------------------------------------------------------- | --- | ---------------------- |
| パイロット版 | 2020年3月30日 | 四千頭身 presents「即興トークで笑わせてみた」                               | 四千頭身                                                                                               |                        |
| パイロット版 | 2020年3月30日 | 四千頭身 presents「結婚式お祝いメッセージ」                                 | 四千頭身、ガンバレルーヤ、エイトブリッジ、かが屋                                                       | なすなかにし           |
| パイロット版 | 2020年3月30日 | ガンバレルーヤ presents「全裸監督×よしこ」                                  | ガンバレルーヤ                                                                                         | 村西とおる             |
| パイロット版 | 2020年3月30日 | かが屋 presents「第７世代にドッキリを仕掛けてみた」                         | ガンバレルーヤ、エイトブリッジ、四千頭身                                                               |                        |
| パイロット版 | 2020年3月30日 | エイトブリッジ presents「別府に２つの事を同時にさせてみた」                 | エイトブリッジ                                                                                         |                        |
| パイロット版 | 2020年3月30日 | ガンバレルーヤ presents「一般人のパパラッチ度調査」                         | ガンバレルーヤ                                                                                         | モト冬樹               |
| パイロット版 | 2020年3月30日 | かが屋 presents「中国マッサージ店に潜入」（Tver限定）                       | かが屋                                                                                                 |                        |
| 1            | 7月5日        | ガンバレルーヤ・よしこ presents「目指せMC!第7世代のMC力を試してみた!」第1弾 | 粗品、よしこ                                                                                           | 桜井日奈子、具志堅用高 |
| 1            | 7月5日        | はなしょー・山田しょうこ presents「相方との絆を確かめてみた!」第1弾         | はなしょー、四千頭身、ガンバレルーヤ                                                                   |                        |
| 2            | 7月12日       | 「目指せMC!第7世代のMC力を試してみた!」第2弾                                | 松陰寺太勇、あんり                                                                                     | 天龍源一郎、原田龍二   |
| 2            | 7月12日       | ガンバレルーヤ・まひる presents「ジブリ映画に出てくる料理を再現してみた!」  | ガンバレルーヤ                                                                                         |                        |
| スペシャル   | 7月12日       | 「第7世代のツッコミ力を検証してみた!」第1弾                                 | 霜降り明星、ガンバレルーヤ、四千頭身、ぼる塾、ぺこぱ                                                   |                        |
| スペシャル   | 7月12日       | 「第7世代で誰が一番涙もろいのか?検証してみた!」第1弾                        | ぼる塾、ぺこぱ、ガンバレルーヤ                                                                         |                        |
| スペシャル   | 7月12日       | 「火事場のボケ力を試してみた!」第1弾                                        | 都築拓紀、まひる                                                                                       |                        |
| スペシャル   | 7月12日       | 「変顔世界チャンピオンとにらめっこ対決してみた!」                           | よしこ、シュウペイ、あんり                                                                             |                        |
| 3            | 7月19日       | 空気階段 presents「催眠術で好きなものが嫌いになるのか検証してみた!」        | 空気階段                                                                                               |                        |
| 3            | 7月19日       | 「火事場のボケ力を試してみた!」第2弾                                        | ぺこぱ                                                                                                 |                        |
| 4            | 7月26日       | 「目指せ日本アカデミー賞!演技が苦手なメンバーが演技力を学んでみた!」        | 後藤拓実、石橋遼大、まひる                                                                             | 浜口京子               |
| 4            | 7月26日       | 「目指せMC!第7世代のMC力を試してみた!」第3弾                                | 杵渕はな、後藤拓実                                                                                     | 松野明美、滝沢カレン   |
| 5            | 8月2日        | せいや presents「芸人にOA尺10分あげてみた!」第1弾                           | せいや                                                                                                 | AI                     |
| 5            | 8月2日        | 「第7世代で誰が一番涙もろいのか?検証してみた!」第2弾                        | ティモンディ、空気階段                                                                                 |                        |
| 6            | 8月9日        | 「第7世代のツッコミ力を検証してみた!」第2弾                                 | 霜降り明星、ガンバレルーヤ、四千頭身、ぼる塾、ぺこぱ                                                   |                        |
| 6            | 8月9日        | 四千頭身・石橋 presents「相方にバレないように○○してみた!」                  | 四千頭身、ガンバレルーヤ、ティモンディ                                                                 |                        |
| 6            | 8月9日        | 「自慢のお宝を持ち寄ってみた!」                                             | 霜降り明星、よしこ、ティモンディ                                                                       |                        |
| 7            | 8月16日       | ぺこぱ・松陰寺 presents「芸人にOA尺10分あげてみた!」第2弾                   | ぺこぱ                                                                                                 |                        |
| 7            | 8月16日       | 「傷ついたDMを持ち寄ってみた!」                                             | 四千頭身、ガンバレルーヤ、ぺこぱ、ぼる塾                                                               |                        |
| 8            | 8月31日       | ぼる塾 presents「地元を勝手にＰＲしてみた!」                                | ぼる塾                                                                                                 |                        |
| 8            | 8月31日       | 「第7世代のボケ力を検証してみた!」                                          | 霜降り明星、四千頭身、ガンバレルーヤ、ぺこぱ、ぼる塾                                                   |                        |
| 9            | 9月6日        | 四千頭身・石橋 presents「芸人にOA尺10分あげてみた!」第3弾                   | 石橋遼大                                                                                               |                        |
| 9            | 9月6日        | 「第7世代のボケ力を検証してみた!」第2弾                                     | 霜降り明星、四千頭身、ガンバレルーヤ、ぺこぱ、ぼる塾                                                   |                        |
| 10           | 9月13日       | 四千頭身・後藤 presents「ラップを作ってみた!」                              | 後藤拓実、よしこ、あんり                                                                               |                        |
| 10           | 9月13日       | 「仕事で遭遇したショッキングな出来事を持ち寄ってみた!」                     | 霜降り明星、四千頭身、ガンバレルーヤ、ぺこぱ、ぼる塾                                                   |                        |
| 11           | 9月20日       | ぼる塾・田辺 presents「女子力をアップしてみた!」                            | 田辺智加、きりやはるか、まひる                                                                         |                        |
| 11           | 9月20日       | ぺこぱ・松陰寺 presents「気になるあの人とデートしてみた!」                  | 松陰寺太勇、田辺智加                                                                                   |                        |
| 12           | 9月27日       | 粗品 presents「ラジオ番組に投稿して実際に採用されるか検証してみた!」        | 霜降り明星、ガンバレルーヤ、ぼる塾、ぺこぱ                                                             |                        |
| 12           | 9月27日       | 「G7メンバー全員でオリジナル動画を撮影してみた! メイキング編」              | 霜降り明星、ガンバレルーヤ、四千頭身、ぺこぱ、ぼる塾、はなしょー、空気階段、ティモンディ               |                        |
| スペシャル   | 9月27日       | 「第7世代のツッコミ力を検証してみた!」                                      | 霜降り明星、ガンバレルーヤ、四千頭身、ぺこぱ、ぼる塾                                                   | 三村マサカズ           |
| スペシャル   | 9月27日       | 「G7メンバー全員でオリジナル動画を撮影してみた! 完成編」                    | 霜降り明星、ガンバレルーヤ、四千頭身、ぺこぱ、ぼる塾、はなしょー、空気階段、ティモンディ、かが屋・賀屋 |                        |
| スペシャル   | 9月27日       | はなしょー・はな presents「地元を勝手にPRしてみた」                         | はなしょー                                                                                             |                        |

## ネット局

### レギュラー版
| 放送対象地域   | 放送局                    | 系列                                         | 放送日時                      | 放送期間                 | 遅れ     |
| -------------- | ------------------------- | -------------------------------------------- | ----------------------------- | ------------------------ | -------- |
| 関東広域圏     | 日本テレビ（NTV）         | 日本テレビ系列                               | 日曜 12:45 - 13:15            | 2020年07月05日 - 9月27日 | 制作局   |
| 熊本県         | くまもと県民テレビ（KKT） | 日本テレビ系列                               | 不定期                        | 2020年07月11日 -         | 6日遅れ  |
| 静岡県         | 静岡第一テレビ（SDT）     | 日本テレビ系列                               | 木曜 0:59 - 1:29 （水曜深夜） | 2020年07月15日 -         | 10日遅れ |
| 長野県         | テレビ信州（TSB）         | 日本テレビ系列                               | 金曜 1:14 - 1:44 （木曜深夜） | 2020年07月16日 -         | 11日遅れ |
| 沖縄県         | 沖縄テレビ（OTV）         | フジテレビ系列                               | 土曜 11:15 - 11:45            | 2020年07月18日 -         | 13日遅れ |
| 福岡県         | 福岡放送（FBS）           | 日本テレビ系列                               | 日曜 0:55 - 1:25 （土曜深夜） | 2020年07月19日 -         | 13日遅れ |
| 宮崎県         | テレビ宮崎（UMK）         | フジテレビ系列 日本テレビ系列 テレビ朝日系列 | 日曜 23:25 - 23:55            | 2020年07月19日 -         | 14日遅れ |
| 福島県         | 福島中央テレビ（FCT）     | 日本テレビ系列                               | 土曜 10:00 - 10:30            | 2020年08月01日 -         | 27日遅れ |
| 香川県・岡山県 | 西日本放送（RNC）         | 日本テレビ系列                               | 日曜 11:55 - 12:25            | 2020年08月02日 -         | 28日遅れ |
| 富山県         | 北日本放送（KNB）         | 日本テレビ系列                               | 土曜 14:55 - 15:25            | 2020年08月29日 -         | 55日遅れ |

### 非ネットの日本テレビ系列局
| 対象地域       | 放送局                | 系列                          |
| -------------- | --------------------- | ----------------------------- |
| 北海道         | 札幌テレビ(STV)       | 日本テレビ系列                |
| 青森県         | 青森放送(RAB)         | 日本テレビ系列                |
| 岩手県         | テレビ岩手(TVI)       | 日本テレビ系列                |
| 宮城県         | ミヤギテレビ(MMT)     | 日本テレビ系列                |
| 秋田県         | 秋田放送(ABS)         | 日本テレビ系列                |
| 山形県         | 山形放送(YBC)         | 日本テレビ系列                |
| 山梨県         | 山梨放送(YBS)         | 日本テレビ系列                |
| 新潟県         | テレビ新潟(TeNY)      | 日本テレビ系列                |
| 石川県         | テレビ金沢(KTK)       | 日本テレビ系列                |
| 福井県         | 福井放送(FBC)         | 日本テレビ系列                |
| 中京広域圏     | 中京テレビ(CTV)       | 日本テレビ系列                |
| 近畿広域圏     | 読売テレビ(ytv)       | 日本テレビ系列                |
| 鳥取県・島根県 | 日本海テレビ(NKT)     | 日本テレビ系列                |
| 広島県         | 広島テレビ(HTV)       | 日本テレビ系列                |
| 山口県         | 山口放送(KRY)         | 日本テレビ系列                |
| 徳島県         | 四国放送(JRT)         | 日本テレビ系列                |
| 愛媛県         | 南海放送(RNB)         | 日本テレビ系列                |
| 高知県         | 高知放送(RKC)         | 日本テレビ系列                |
| 長崎県         | 長崎国際テレビ(NIB)   | 日本テレビ系列                |
| 大分県         | テレビ大分(TOS)       | 日本テレビ系列 フジテレビ系列 |
| 鹿児島県       | 鹿児島読売テレビ(KYT) | 日本テレビ系列                |

### パイロット版、スペシャル版
| 対象地域       | 放送局                    | 系列                                         | 放送日時 | 備考       |
| -------------- | ------------------------- | -------------------------------------------- | --- | ---------- |
| 関東広域圏     | 日本テレビ（NTV）         | 日本テレビ系列                               | 2020年 第1弾…3月30日（月） 23:59 - 翌0:54 第2弾…7月12日（日）22:30 - 23:25 第3弾…9月27日（日）23:00 - 23:55 | 制作局     |
| 北海道         | 札幌テレビ(STV)           | 日本テレビ系列                               | 2020年 第1弾…3月30日（月） 23:59 - 翌0:54 第2弾…7月12日（日）22:30 - 23:25 第3弾…9月27日（日）23:00 - 23:55 | 同時ネット |
| 青森県         | 青森放送(RAB)             | 日本テレビ系列                               | 2020年 第1弾…3月30日（月） 23:59 - 翌0:54 第2弾…7月12日（日）22:30 - 23:25 第3弾…9月27日（日）23:00 - 23:55 | 同時ネット |
| 岩手県         | テレビ岩手(TVI)           | 日本テレビ系列                               | 2020年 第1弾…3月30日（月） 23:59 - 翌0:54 第2弾…7月12日（日）22:30 - 23:25 第3弾…9月27日（日）23:00 - 23:55 | 同時ネット |
| 宮城県         | ミヤギテレビ(MMT)         | 日本テレビ系列                               | 2020年 第1弾…3月30日（月） 23:59 - 翌0:54 第2弾…7月12日（日）22:30 - 23:25 第3弾…9月27日（日）23:00 - 23:55 | 同時ネット |
| 秋田県         | 秋田放送(ABS)             | 日本テレビ系列                               | 2020年 第1弾…3月30日（月） 23:59 - 翌0:54 第2弾…7月12日（日）22:30 - 23:25 第3弾…9月27日（日）23:00 - 23:55 | 同時ネット |
| 山形県         | 山形放送(YBC)             | 日本テレビ系列                               | 2020年 第1弾…3月30日（月） 23:59 - 翌0:54 第2弾…7月12日（日）22:30 - 23:25 第3弾…9月27日（日）23:00 - 23:55 | 同時ネット |
| 福島県         | 福島中央テレビ（FCT）     | 日本テレビ系列                               | 2020年 第1弾…3月30日（月） 23:59 - 翌0:54 第2弾…7月12日（日）22:30 - 23:25 第3弾…9月27日（日）23:00 - 23:55 | 同時ネット |
| 山梨県         | 山梨放送(YBS)             | 日本テレビ系列                               | 2020年 第1弾…3月30日（月） 23:59 - 翌0:54 第2弾…7月12日（日）22:30 - 23:25 第3弾…9月27日（日）23:00 - 23:55 | 同時ネット |
| 長野県         | テレビ信州（TSB）         | 日本テレビ系列                               | 2020年 第1弾…3月30日（月） 23:59 - 翌0:54 第2弾…7月12日（日）22:30 - 23:25 第3弾…9月27日（日）23:00 - 23:55 | 同時ネット |
| 静岡県         | 静岡第一テレビ（SDT）     | 日本テレビ系列                               | 2020年 第1弾…3月30日（月） 23:59 - 翌0:54 第2弾…7月12日（日）22:30 - 23:25 第3弾…9月27日（日）23:00 - 23:55 | 同時ネット |
| 新潟県         | テレビ新潟(TeNY)          | 日本テレビ系列                               | 2020年 第1弾…3月30日（月） 23:59 - 翌0:54 第2弾…7月12日（日）22:30 - 23:25 第3弾…9月27日（日）23:00 - 23:55 | 同時ネット |
| 富山県         | 北日本放送（KNB）         | 日本テレビ系列                               | 2020年 第1弾…3月30日（月） 23:59 - 翌0:54 第2弾…7月12日（日）22:30 - 23:25 第3弾…9月27日（日）23:00 - 23:55 | 同時ネット |
| 石川県         | テレビ金沢(KTK)           | 日本テレビ系列                               | 2020年 第1弾…3月30日（月） 23:59 - 翌0:54 第2弾…7月12日（日）22:30 - 23:25 第3弾…9月27日（日）23:00 - 23:55 | 同時ネット |
| 福井県         | 福井放送(FBC)             | 日本テレビ系列                               | 2020年 第1弾…3月30日（月） 23:59 - 翌0:54 第2弾…7月12日（日）22:30 - 23:25 第3弾…9月27日（日）23:00 - 23:55 | 同時ネット |
| 中京広域圏     | 中京テレビ(CTV)           | 日本テレビ系列                               | 2020年 第1弾…3月30日（月） 23:59 - 翌0:54 第2弾…7月12日（日）22:30 - 23:25 第3弾…9月27日（日）23:00 - 23:55 | 同時ネット |
| 近畿広域圏     | 読売テレビ(ytv)           | 日本テレビ系列                               | 2020年 第1弾…3月30日（月） 23:59 - 翌0:54 第2弾…7月12日（日）22:30 - 23:25 第3弾…9月27日（日）23:00 - 23:55 | 同時ネット |
| 鳥取県・島根県 | 日本海テレビ(NKT)         | 日本テレビ系列                               | 2020年 第1弾…3月30日（月） 23:59 - 翌0:54 第2弾…7月12日（日）22:30 - 23:25 第3弾…9月27日（日）23:00 - 23:55 | 同時ネット |
| 広島県         | 広島テレビ(HTV)           | 日本テレビ系列                               | 2020年 第1弾…3月30日（月） 23:59 - 翌0:54 第2弾…7月12日（日）22:30 - 23:25 第3弾…9月27日（日）23:00 - 23:55 | 同時ネット |
| 山口県         | 山口放送(KRY)             | 日本テレビ系列                               | 2020年 第1弾…3月30日（月） 23:59 - 翌0:54 第2弾…7月12日（日）22:30 - 23:25 第3弾…9月27日（日）23:00 - 23:55 | 同時ネット |
| 徳島県         | 四国放送(JRT)             | 日本テレビ系列                               | 2020年 第1弾…3月30日（月） 23:59 - 翌0:54 第2弾…7月12日（日）22:30 - 23:25 第3弾…9月27日（日）23:00 - 23:55 | 同時ネット |
| 香川県・岡山県 | 西日本放送（RNC）         | 日本テレビ系列                               | 2020年 第1弾…3月30日（月） 23:59 - 翌0:54 第2弾…7月12日（日）22:30 - 23:25 第3弾…9月27日（日）23:00 - 23:55 | 同時ネット |
| 愛媛県         | 南海放送(RNB)             | 日本テレビ系列                               | 2020年 第1弾…3月30日（月） 23:59 - 翌0:54 第2弾…7月12日（日）22:30 - 23:25 第3弾…9月27日（日）23:00 - 23:55 | 同時ネット |
| 高知県         | 高知放送(RKC)             | 日本テレビ系列                               | 2020年 第1弾…3月30日（月） 23:59 - 翌0:54 第2弾…7月12日（日）22:30 - 23:25 第3弾…9月27日（日）23:00 - 23:55 | 同時ネット |
| 福岡県         | 福岡放送（FBS）           | 日本テレビ系列                               | 2020年 第1弾…3月30日（月） 23:59 - 翌0:54 第2弾…7月12日（日）22:30 - 23:25 第3弾…9月27日（日）23:00 - 23:55 | 同時ネット |
| 長崎県         | 長崎国際テレビ(NIB)       | 日本テレビ系列                               | 2020年 第1弾…3月30日（月） 23:59 - 翌0:54 第2弾…7月12日（日）22:30 - 23:25 第3弾…9月27日（日）23:00 - 23:55 | 同時ネット |
| 熊本県         | くまもと県民テレビ（KKT） | 日本テレビ系列                               | 2020年 第1弾…3月30日（月） 23:59 - 翌0:54 第2弾…7月12日（日）22:30 - 23:25 第3弾…9月27日（日）23:00 - 23:55 | 同時ネット |
| 大分県         | テレビ大分(TOS)           | 日本テレビ系列 フジテレビ系列                | 2020年 第1弾…3月30日（月） 23:59 - 翌0:54 第2弾…7月12日（日）22:30 - 23:25 第3弾…9月27日（日）23:00 - 23:55 | 同時ネット |
| 宮崎県         | テレビ宮崎（UMK）         | フジテレビ系列 日本テレビ系列 テレビ朝日系列 | 2020年 第1弾…3月30日（月） 23:59 - 翌0:54 第2弾…7月12日（日）22:30 - 23:25 第3弾…9月27日（日）23:00 - 23:55 | 同時ネット |
| 鹿児島県       | 鹿児島読売テレビ(KYT)     | 日本テレビ系列                               | 2020年 第1弾…3月30日（月） 23:59 - 翌0:54 第2弾…7月12日（日）22:30 - 23:25 第3弾…9月27日（日）23:00 - 23:55 | 同時ネット |

- 日本テレビ系列局がない沖縄県の沖縄テレビ（OTV、フジテレビ系列）・琉球放送（RBC、TBS系列）では、パイロット版・スペシャル版の遅れネットの扱いは不明。

## スタッフ
- 企画・演出：石崎史郎
- 構成：木南広明、谷口マサヒト、パジャマとりや
- カメラ：西阪康史
- MIX：藤岡絵里子
- VE：塙梨沙
- 照明：香川和代
- 美術プロデューサー：稲本浩
- デザイン：高井美貴
- 美術協力：日テレアート
- 小道具：佐々木洋平
- CGタイトル：平池優太
- メイク：奥松かつら
- 編集：石田健二
- MA：藤井光洋
- 音効：保苅智子、鶴巻香奈
- ロケ技術：安田朗、小野寺康敏
- 技術協力：ヌーベルバーグ、BeZERO、EAT
- 編集協力：ヌーベルアージュ
- 協力：東京ミリオンフラワー、池田千裕、池田和正
- TK：山沢啓子
- デスク：小林祐子
- AD：上東亨、榊原由佳、中村知佳、中里詩音
- AP：三品恵
- ディレクター：長谷川美典、清水克洋、田場亮耶
- チーフディレクター：内出有布、立澤哲也
- プロデューサー：笹部智大、岩田真奈美、中附智貴、森川千理
- チーフプロデューサー：道坂忠久
- 制作協力：極東電視台、Spice Factory
- 製作著作：日本テレビ